# Ernst von Düring
Ernst  Carl Eduard Camille von Düring Pascha, född den 6 maj 1858 i Hamburg, död den 23 december 1944 i Heidelberg, var en tysk läkare.
Efter avlagda examina och fortsatta specialstudier, bland annat hos Paul Gerson Unna i Hamburg 1887-89, blev han 1889 professor i dermatologi och syfilidologi i Konstantinopel. Han torde vara mest känd för sina omfattande undersökningar över syfilis och speciellt hereditär syfilis i Mindre Asien och sin kamp mot denna sjukdom, som där hade en oerhörd utbredning och rent endemisk karaktär. Dessa undersökningar verkställdes 1899-1902. Han återvände därefter till Tyskland, blev professor i sitt fack i Kiel, men lämnade 1906 sin professur för att efter Heinrich Lahmann överta chefskapet för sanatoriet Weisser Hirsch vid Dresden.